# Paweł Nowicki (1888–1980)
Paweł Nowicki (ur. 18 stycznia 1888 w Wabczu, zm. 18 sierpnia 1980 w Warszawie) – polski ksiądz katolicki, biblista, orientalista, tłumacz Pisma Świętego.

## Życiorys
W 1909 wstąpił do Seminarium Duchownego w Pelplinie, w latach 1912–1914 studiował we Fryburgu Bryzgowijskim, w 1914 powrócił do seminarium pelplińskiego. 25 marca 1915 przyjął święcenia kapłańskie. Po święceniach kontynuował studia we Fryburgu i w 1916 obronił tam pracę doktorską z filologii orientalnej Beiträge zur Syntax in Aphrems Memren napisaną pod kierunkiem Hermanna Reckendorfa, poświęconą syntaksie syryjskiej w utworach poetyckich św. Efrema. W latach 1917–1923 pracował jako nauczyciel języka polskiego i języków klasycznych w gimnazjum biskupim w Pelplinie.
Od 1924 był wykładowcą Starego Testamentu na Wydziale Teologicznym Uniwersytetu Stefana Batorego w Wilnie, początkowo jako zastępca profesora, w 1928 obronił tam pracę doktorską z teologii, w 1933 habilitował się z filologii biblijnej na Uniwersytecie Warszawskim, następnie pracował na USB jako docent, a od 1934 jako profesor nadzwyczajny. W latach 1937–1939 prodziekanem Wydziału Teologicznego. 

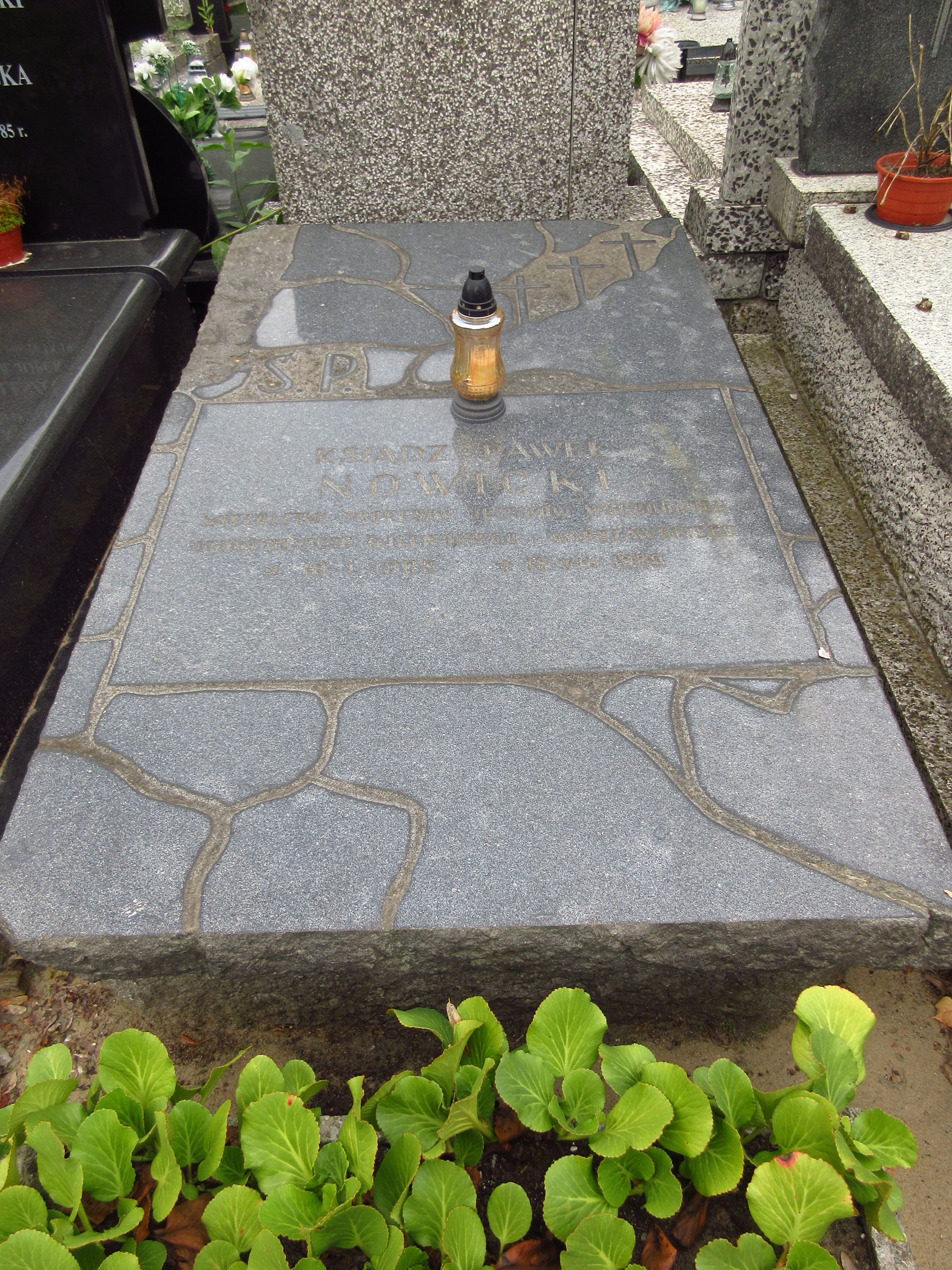
Grób ks. prof. Pawła Nowickiego na Cmentarzu Bródnowskim.

Po wybuchu II wojny światowej pozostał w Wilnie, wykładał w wileńskim seminarium duchownym i tajnym Wydziale Teologicznym USB. 3 marca 1942 został aresztowany i razem z innymi księżmi przetrzymywany kolejno w więzienie na Łukiszkach (do 8 lipca 1942), Wiłkowyszkach (do 17 października 1942) i obozie w Szałtupiu. Zwolniony 13 października 1943, powrócił do Wilna. Jesienią 1944 rozpoczął wykłady ze Starego Testamentu i języków biblijnych w otwartym na nowo seminarium wileńskim. W 1945 repatriowany do Polski, wykładał w dalszym ciągu (do 1948) w seminarium wileńskim, które tymczasowo mieściło się w Białymstoku.
W 1948 został profesorem na Wydziale Teologii Katolickiej Uniwersytetu Warszawskiego, po jego likwidacji w 1954 – w Akademii Teologii Katolickiej w Warszawie. Na UW wykładał języki aramejski, syryjski, arabski, akkadyjski i łacinę, na ATK aramejski, syryjski, arabski, akkadyjski, hebrajski i grecki. Przeszedł na emeryturę w 1967, do 1973 prowadził wykłady zlecone.
Opublikował: Iloczas i pochodzenie samogłoski przedakcentowej w języku hebrajskim (1933), Wzdłużenie przedakcentowe w języku hebrajskim = De vocalibus in lingua hebraica ante accentum prolongatis (1933), Język hebrajski. Zagadnienia wstępne (1958), Język syryjski. Zagadnienia podstawowe (1962), Język aramejski. Zagadnienia podstawowe (1964), Pismo klinowe, język akkadycki. Zagadnienia podstawowe (1964), Klasyczny język arabski. Zagadnienia podstawowe (1965), Greczyzna biblijna. Wprowadzenie (1967), Elementy łaciny (1969), Hebrajszczyzna biblijna. Wprowadzenie (1978).
Dla Biblii Tysiąclecia przetłumaczył Księgę Ezdrasza i Księgę Nehemiasza.
Pochowany na Cmentarzu Bródnowskim (kwatera 41H-I-2).